# Innimond
Innimont redirige ici.
Innimond, localement orthographiée Innimont, est une commune française, située dans le département de l'Ain en région Auvergne-Rhône-Alpes.

## Géographie
Innimont est située dans le Bas-Bugey à la pointe sud-est du plateau du Bois de la Morgne dont la bordure Est (falaises) domine les villages de Saint-Germain-les-Paroisses, d'Ambléon et plus loin de Belley. Innimont, appelé aussi « Thabor du Bugey », est situé à 900 m d'altitude de moyenne. Le territoire de la commune est constitué d'un plateau à deux niveaux : au sud, la « fin d'en bas » (870 mètres d'altitude), et au nord, la « fin d'en haut » (930 mètres) (« fin » = « finage »). Il est bordé sur toute sa longueur par le Mollard de Don (1 217 m), qui est le point culminant du canton.
Le village est traversé par le GR 59. Il dispose d'un départ de parapentes à « La croix d'Innimont » et, l'hiver, de quelques pistes de ski de fond. Innimont est un site touristique avec une belle vue sur le bassin de Belley et la féerie des Alpes en toile de fond.
Ce plateau calcaire est karstique : la roche calcaire est attaquée par l'eau. De nombreuses cavités souterraines existent dans le plateau et ses contreforts. Il est donc très fréquenté par les spéléologues. On peut citer :
- Le trou des Mongols : rivière souterraine de plus de quatre kilomètres dont l'accès s'ouvre au lieu-dit « Plaine du Bief » à l'est de la D 94a reliant Innimont à Ordonnaz (ref. Spélunca no 68, décembre 1997 ISSN 0242-1771) ;
- La source du Creux de la Roche : plus d'un kilomètre de galeries topographiées, en partie noyées, qui est située sur le contrefort est du plateau, sur la commune de Saint-Germain-les-Paroisses (ref. Spéléo-Dossiers CDS Rhône no 35 2006 ISSN 0755-8813) ;
- La grotte Moilda : l'une des plus profondes du Bugey (- 316 mètres) pour environ trois kilomètres de galeries. Située au lieu-dit « Chanaux » au nord-nord-ouest d'Innimond, sur la commune de Lompnaz.

### Communes limitrophes
| Lompnas  | Ordonnaz | Cheignieu-la-Balme                    |
| Marchamp | Innimont | Contrevoz Saint-Germain-les-Paroisses |
|          | Ambléon  |                                       |

### Climat
Pour des articles plus généraux, voir Climat d'Auvergne-Rhône-Alpes et Climat de l'Ain.
En 2010, le climat de la commune est de type climat de montagne, selon une étude du CNRS s'appuyant sur une série de données couvrant la période 1971-2000. En 2020, Météo-France publie une typologie des climats de la France métropolitaine dans laquelle la commune est exposée à un climat de montagne ou de marges de montagne et est dans la région climatique Alpes du nord, caractérisée par une pluviométrie annuelle de 1 200 à 1 500 mm, irrégulièrement répartie en été.
Pour la période 1971-2000, la température annuelle moyenne est de 8,6 °C, avec une amplitude thermique annuelle de 16,3 °C. Le cumul annuel moyen de précipitations est de 1 704 mm, avec 10,4 jours de précipitations en janvier et 9,1 jours en juillet. Pour la période 1991-2020, la température moyenne annuelle observée sur la station météorologique de Météo-France la plus proche, sur la commune de Montagnieu à 8 km à vol d'oiseau, est de 12,4 °C et le cumul annuel moyen de précipitations est de 1 099,9 mm,. Pour l'avenir, les paramètres climatiques de la commune estimés pour 2050 selon différents scénarios d'émission de gaz à effet de serre sont consultables sur un site dédié publié par Météo-France en novembre 2022.

## Urbanisme

### Typologie
Au 1er janvier 2024, Innimond est catégorisée commune rurale à habitat dispersé, selon la nouvelle grille communale de densité à 7 niveaux définie par l'Insee en 2022.
Elle est située hors unité urbaine et hors attraction des villes,.

### Occupation des sols
L'occupation des sols de la commune, telle qu'elle ressort de la base de données européenne d’occupation biophysique des sols Corine Land Cover (CLC), est marquée par l'importance des forêts et milieux semi-naturels (66,6 % en 2018), en augmentation par rapport à 1990 (61,8 %). La répartition détaillée en 2018 est la suivante : 
forêts (42,8 %), zones agricoles hétérogènes (33,4 %), milieux à végétation arbustive et/ou herbacée (23,8 %).
L'évolution de l’occupation des sols de la commune et de ses infrastructures peut être observée sur les différentes représentations cartographiques du territoire : la carte de Cassini (XVIIIe siècle), la carte d'état-major (1820-1866) et les cartes ou photos aériennes de l'IGN pour la période actuelle (1950 à aujourd'hui).

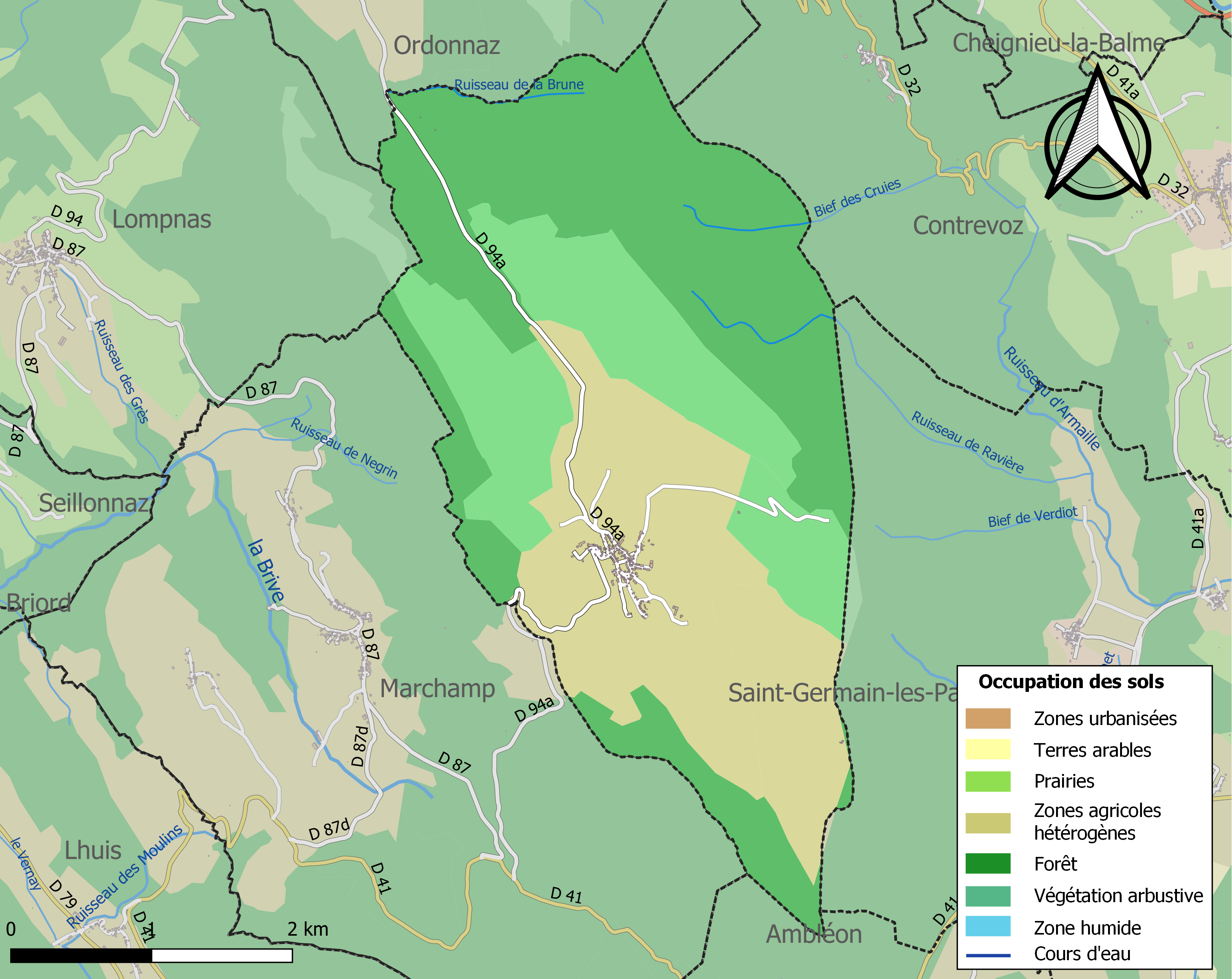
Carte des infrastructures et de l'occupation des sols de la commune en 2018 (CLC).

## Toponymie

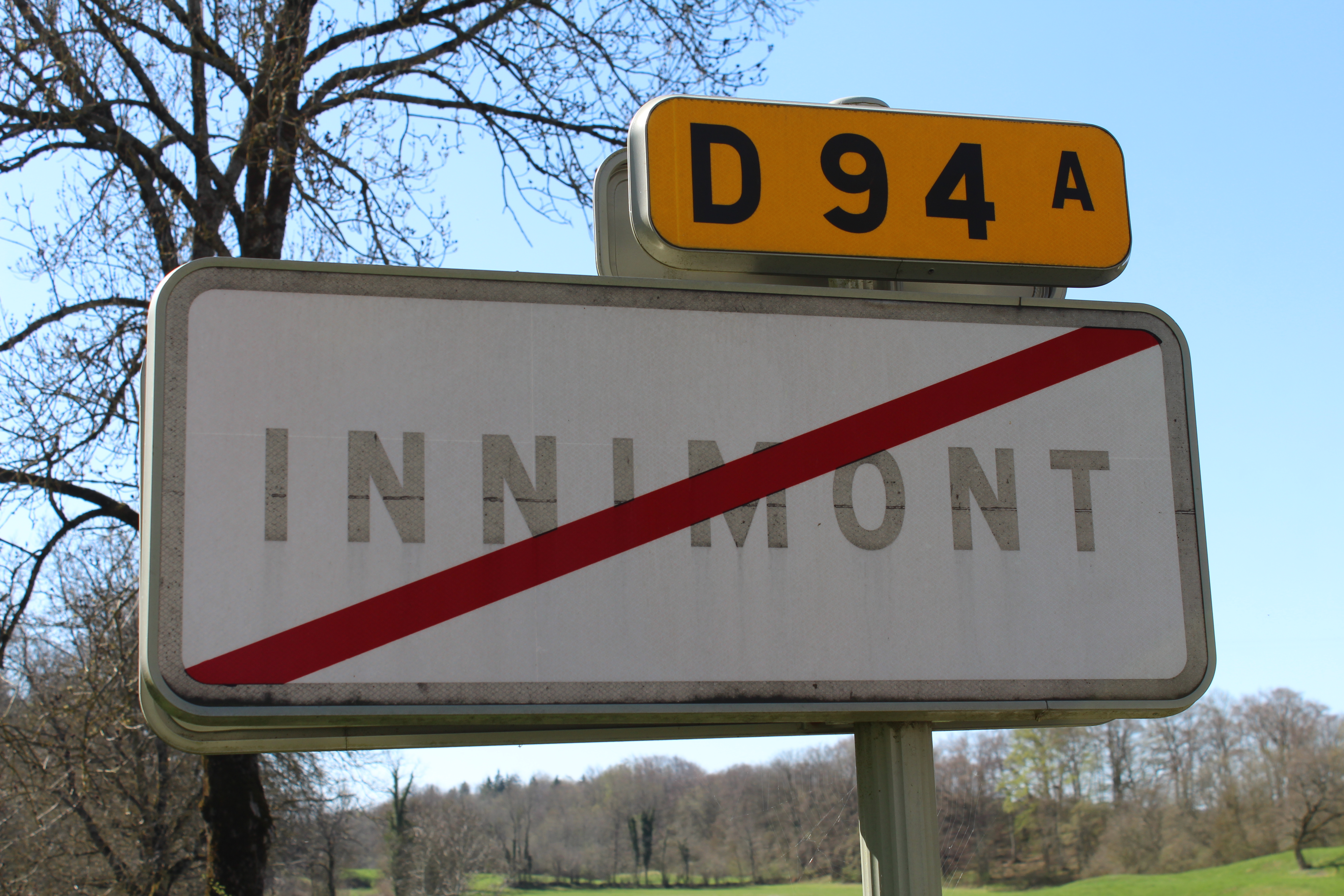
Panneau de sortie du village.

Quelques noms attribués à la localité au fil du temps : Mons Inimontis (vers 1105), Sanctus Petrus Inimontis (1112), Mons que Inimons antiquitus appellatur (XIIIe siècle), Domus Ynimontis (1200), Ecclesia Inimontis (1202), Territorium Hynimontis (1212), De Ynimonte (1339), Ynimont (1580), Innimond (1703), Ennemond en (1784) et Innimont (1911).
Aujourd'hui, on rencontre aussi bien l’orthographe Innimond que Innimont. Mais cette dernière variante avec un t final semble plus correcte, le d n'étant apparu que récemment par attraction paronymique avec le prénom Ennemond.

## Histoire
Le plus ancien document qui mentionne le village d'Innimont est une charte de donation de ce pays à l'abbaye de Cluny aux environs de 1100. Elle est signée par le comte Humbert II de Savoie et fait mention d'une église construite en l’honneur de saint Symphorien avec les terres. La description du pays faite à l'époque prouve que ce dernier était habité depuis longtemps puisqu'on signale des terres labourables, des prairies, ruisseaux et autres bases utiles à la vie.
Du Moyen Âge à la Révolution, le pays vit en autarcie. Il faudra attendre le XXe siècle pour que la commune s'ouvre au monde extérieur grâce aux nouveaux moyens de transport et de communication.

## Politique et administration

### Découpage territorial
La commune d'Innimond est membre de la communauté de communes de la Plaine de l'Ain, un établissement public de coopération intercommunale (EPCI) à fiscalité propre créé le 15 décembre 2002 dont le siège est à Chazey-sur-Ain. Ce dernier est par ailleurs membre d'autres groupements intercommunaux.
Sur le plan administratif, elle est rattachée à l'arrondissement de Belley, au département de l'Ain et à la région Auvergne-Rhône-Alpes. Sur le plan électoral, elle dépend du  canton de Lagnieu pour l'élection des conseillers départementaux, depuis le redécoupage cantonal de 2014 entré en vigueur en 2015, et de la cinquième circonscription de l'Ain  pour les élections législatives, depuis le dernier découpage électoral de 2010.

### Administration municipale

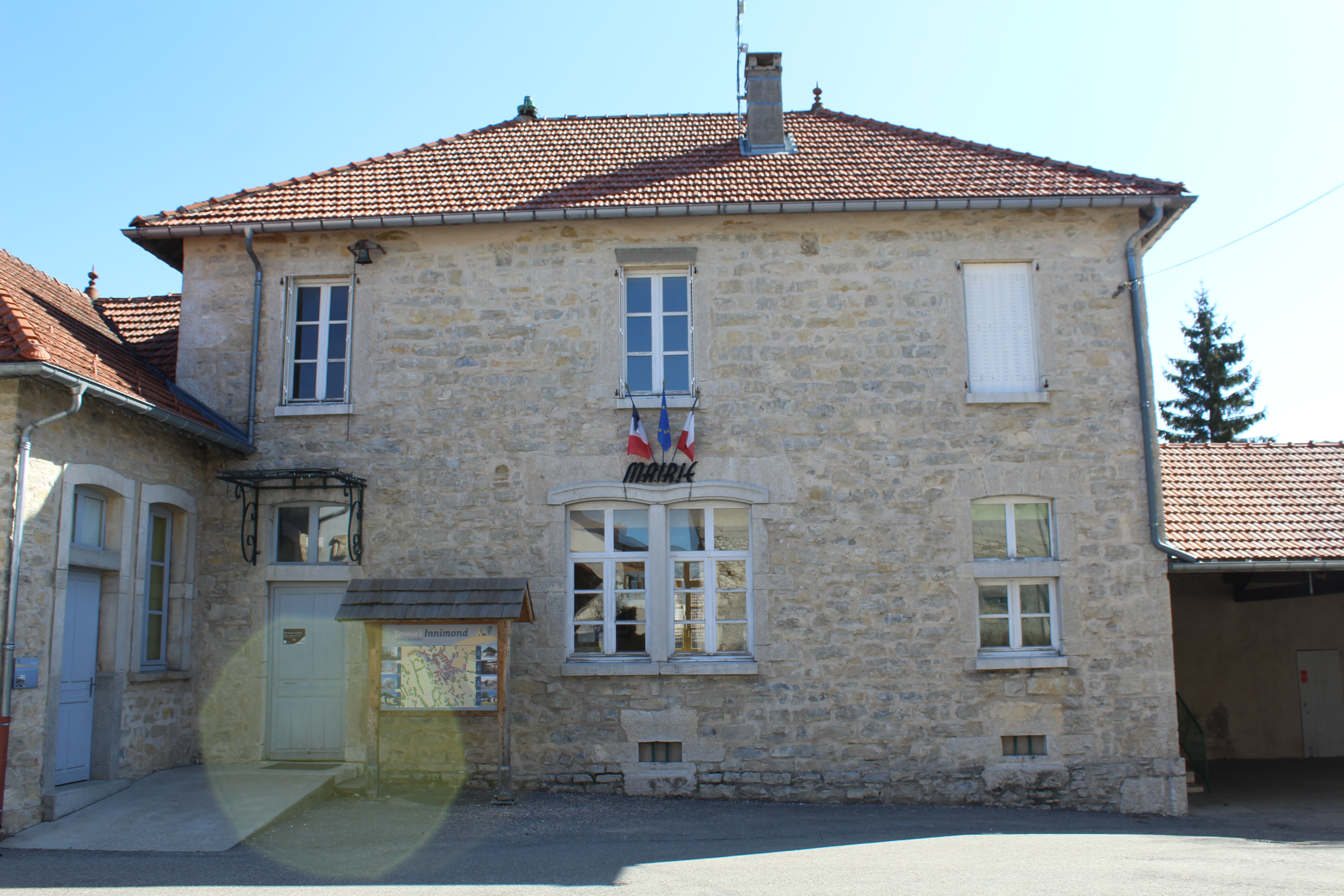
Mairie.

| Période      | Période      | Identité                | Étiquette | Qualité |
| ------------ | ------------ | ----------------------- | --------- | ------- |
|              |              | Paul Grollier           |           |         |
| mars 1977    | mars 2008    | Maurice Berlioz         |           |         |
| mars 2008    | mai 2020     | Eric Nodet              | SE        |         |
| mai 2020     | février 2021 | Serge Gardien           |           |         |
| février 2021 | juillet 2021 | Yoann Bernard (intérim) |           |         |
| juillet 2021 | En cours     | Serge Gardien           |           |         |

## Démographie
L'évolution du nombre d'habitants est connue à travers les recensements de la population effectués dans la commune depuis 1793. Pour les communes de moins de 10 000 habitants, une enquête de recensement portant sur toute la population est réalisée tous les cinq ans, les populations de référence des années intermédiaires étant quant à elles estimées par interpolation ou extrapolation. Pour la commune, le premier recensement exhaustif entrant dans le cadre du nouveau dispositif a été réalisé en 2007.

En 2022, la commune comptait 92 habitants, en évolution de −6,12 % par rapport à 2016 (Ain : +5,15 %, France hors Mayotte : +2,11 %).
| 1793 | 1800 | 1806 | 1821 | 1831 | 1836 | 1841 | 1846 | 1851 |
| ---- | ---- | ---- | ---- | ---- | ---- | ---- | ---- | ---- |
| 459  | 432  | 432  | 331  | 380  | 368  | 371  | 411  | 405  |

| 1856 | 1861 | 1866 | 1872 | 1876 | 1881 | 1886 | 1891 | 1896 |
| ---- | ---- | ---- | ---- | ---- | ---- | ---- | ---- | ---- |
| 408  | 367  | 378  | 364  | 359  | 354  | 383  | 352  | 367  |

| 1901 | 1906 | 1911 | 1921 | 1926 | 1931 | 1936 | 1946 | 1954 |
| ---- | ---- | ---- | ---- | ---- | ---- | ---- | ---- | ---- |
| 367  | 360  | 330  | 301  | 287  | 264  | 231  | 210  | 189  |

| 1962 | 1968 | 1975 | 1982 | 1990 | 1999 | 2006 | 2007 | 2012 |
| ---- | ---- | ---- | ---- | ---- | ---- | ---- | ---- | ---- |
| 188  | 143  | 98   | 82   | 81   | 95   | 108  | 110  | 117  |

| 2017 | 2022 | - | - | - | - | - | - | - |
| ---- | ---- | - | - | - | - | - | - | - |
| 89   | 92   | - | - | - | - | - | - | - |

## Culture locale et patrimoine

### L'égliseSaint-Laurent

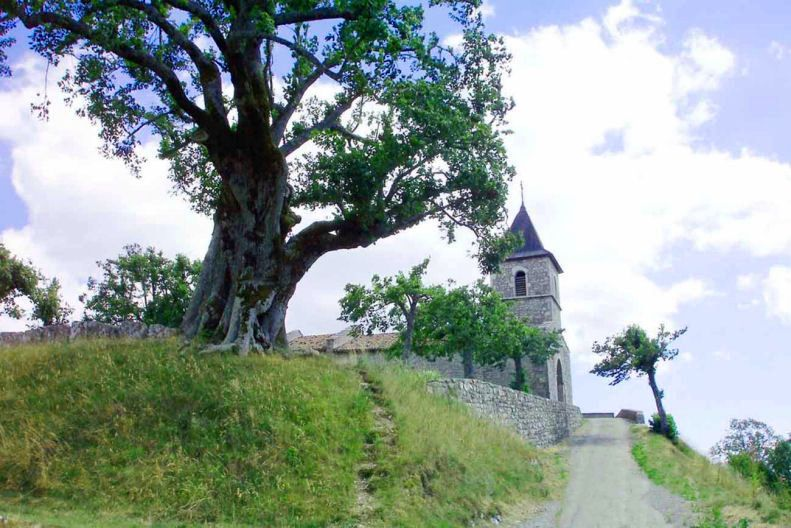
Église et tilleul d'Innimond.

Au sommet du village, composé de trois rues, se trouve une petite église adossée au cimetière dont la construction remonte vers l'an 1000 (pas de certitude).
Ce sont les moines de Cluny qui, après une donation des comtes de Savoie, fondent à Innimont un prieuré dont les droits s'étendent sur six paroisses.
Vers les années 1450, le chœur a été modifié par le prieur de la famille de Groslée dont on peut encore voir les armoiries : (trèfle à quatre feuilles) gravées sur la clé de voûte du second arc ogival entre le chœur et l'abside.
Vers 1650 les seigneurs de Groslée agrandissent la chapelle en construisant l'abside qui est réservée à l'usage des moines du prieuré.
Le clocher, accolé à l'église à laquelle il sert de porche, date de 1840. 
On peut lire sur la seule cloche : Parrain Laurent NIVIERE (ancien maire de Belley), Marraine Mme Rosalie NIVIERE, née PRUNELLE qui étaient bienfaiteurs de la commune.
Cette cloche remplace les deux précédentes, placées dans le clocher construit sur l'avant-chœur qui fut pillé, et détruit à la Révolution.
Chaque année, pour la Fête-Dieu, un pèlerinage et une messe ont lieu sur une plate-forme au nord de la chapelle (ancien cimetière) où renaît de ses racines un tilleul nommé par les anciens « le Sully ». Âgé de plus de quatre cents ans, il assiste à tous les évènements du village. Sur son tronc on peut lire : « Depuis 400 ans, face à tous les temps / Je suis un Sully, je meurs et je revis. » Planté par Sully, ministre de Henri IV, vraisemblablement en 1601 en parallèle du Traité de Lyon, il symbolise la paix à la suite du rattachement du Bugey à la France. A lui seul, il incite à la visite d'Innimont.
Cette chapelle a été entièrement restaurée vers 1966 par l'abbé Poncet. Il habitait Innimont avec sa mère et enseignait au lycée de Belley.

### Les lavoirs
Au nombre de trois, ils servaient autrefois à abreuver les vaches qui partaient – ou revenaient – « d'en champ ». Les femmes du village allaient y faire leurs lessives.  Le lavoir du "Mas" (centre du village), très bien entretenu, a été aménagé par l'ancien maire Paul Grollier qui y avait entreposé divers outils de culture et la vieille pompe à incendie. De nombreux paniers en vannerie en grande partie fabriqués par M. Grollier servaient de corbeilles à fleurs. Le lavoir du Mas sera à nouveau remis en eau durant le mandat d'Eric Nodet qui avait imaginé un système en circuit fermé afin d'économiser l'eau.
Il ne s'agit pas du « mas »  mais du « mât », en mémoire de celui élevé à cette place pour manifester la joie des citoyens qui venaient d'obtenir le droit de vote, lors de la révolution de 1848.

### Les fours
Ils sont deux, encore en activité dans le village.
Ces derniers sont récents, ils datent de 1928. L'ancien four du prieuré a été vendu et démoli en 1960, après des siècles de bons et loyaux services.

### La croix du rocher de Lachat
Une grande croix est érigée sur le rocher de Lachat. Elle domine le bassin de Belley, et la vue va du Grand Colombier au Mont Pelvoux, ainsi que la montagne du Chat qui surplombe Aix-les-Bains et toute la chaîne des Alpes).
Vers l'ouest, on peut voir jusqu'aux Monts du Lyonnais.

### Personnalités liées à la commune
- L'abbé Poncet qui a habité très longtemps à Innimont avec sa maman dans la petite maison qui jouxtait la chapelle dans le village. Après Innimont il a été officier à Ambronay, où il a amené de nombreuses activités dans l'abbaye. Il était enseignant au lycée privé de Belley.
- Paul Grollier, agriculteur, a été le maire du village très longtemps. C'est à son équipe que l'on doit les aménagements des lavoirs.
- Le père Prosper Monier (1886-1977), jésuite, prédicateur du Concile Vatican II.
- Maurice Berlioz, agriculteur, maire de 1977 à 2008 et conseiller général du canton de Lhuis de 1985 à 2011. Avec Helène, son épouse, secrétaire de mairie pendant ces 5 mandats, ils furent à l'origine de l'association ski-club d'Innimond fondatrice de la station de Ski de Fond (1974-2013).